# Fenix Outdoor
Die Fenix Outdoor International AG ist ein international in den Bereichen Outdoor-Ausrüstung und Outdoor-Bekleidung tätiger Konzern, der seit 2014 im schweizerischen Zug ansässig ist. Aufgrund seiner schwedischen Wurzeln ist er an der Börse Stockholm notiert. Der Konzern hat weiterhin Sitze in Solna und Örnsköldsvik in Schweden. Ihm gehören die ehemals selbständigen Hersteller Fjällräven, Tierra (alle Schweden), Brunton, Royal Robbins (beide USA) und Hanwag (Deutschland) sowie die schwedischen, finnischen, dänischen und deutschen Outdoorhändler Naturkompaniet, Partioaitta, Friluftsland und Globetrotter.

## Geschichte
2002 wurde Fenix Outdoor Ltd. mit Sitz in Schweden gegründet.
2014 übernahmen gemeinsam die Fenix Outdoor International und die Hamburger Globetrotter Ausrüstung GmbH die dänische Handelskette Friluftsland A/S. Fenix beteiligte sich bereits Anfang 2014 mit 20 Prozent an Globetrotter; die komplette Übernahme zu 100 % erfolgt Mitte 2015.
Spätestens seit September 2019 nutzen die drei Unternehmensteile Naturkompaniet, Partioaitta und Globetrotter die gleiche Markengestaltung mit den Farben grün auf weißem Grund und Bärenlogo.